# Fallen Empires
| Совокупная оценка    | Совокупная оценка |
| Источник             | Оценка            |
| -------------------- | ----------------- |
| Metacritic           | 58/100            |
| Оценки критиков      |                   |
| Источник             | Оценка            |
| Allmusic             | [ 2 ]             |
| Daily Express        | [ 3 ]             |
| Entertainment Weekly | (B)               |
| The Guardian         | [ 5 ]             |
| The Independent      | [ 6 ]             |
| Los Angeles Times    | [ 7 ]             |
| Pitchfork Media      | (4.8/10)          |
| Rolling Stone        | [ 9 ]             |
| Spin                 | (5/10)            |
| Toronto Star         | [ 11 ]            |

Fallen Empires — шестой студийный альбом рок-группы Snow Patrol. Был анонсирован Гари Лайтбоди 21 июля 2011 года. Выпуск этого альбома состоялся 14 ноября 2011 года. Он дебютировал на третьем месте в хит-параде Великобритании.

## Об альбоме
7 сентября 2011 года Гари Лайтбоди, отвечая на вопрос о записи альбома, дал комментарии, сообщив: «Это самый длинный альбом, который мы делали на сегодняшний день, но он также и лучший. Мы писали его, и у меня бывали авторские кризисы. В первый раз кризис был на очень длительное время. У меня были дни, когда я совсем не был в состоянии что-либо написать. С 2009 года я преодолел 3 авторских кризиса, но я рад, потому что впоследствии результат вышел существенным. Вероятно, из-за них я стал сочинять песни лучше». Snow Patrol планирует в 2012 году участвовать в туре «Fallen Empires», с первых дней находясь в O2 в Дублине, выступая с продолжительными гастролями в Великобритании и по всему миру.

## Синглы
- Песня Called Out in the Dark[англ.] вышла в виде EP в качестве первого сингла с этого альбома 2 сентября 2011 года в Великобритании.[17] Видео на эту композицию вышло до её релиза ещё 17 августа 2011.[18]
- Композиция This Isn't Everything You Are[англ.] была анонсирована вторым синглом с альбома Snow Patrol на их официальном веб-сайте.[19]

## Список композиций
| №                   | Название                               | Длительность |
| ------------------- | -------------------------------------- | ------------ |
| 1.                  | «I'll Never Let Go»                    | 4:44         |
| 2.                  | «Called Out in the Dark»               | 4:01         |
| 3.                  | «The Weight of Love»                   | 4:17         |
| 4.                  | «This Isn't Everything You Are»        | 4:58         |
| 5.                  | «The Garden Rules»                     | 4:29         |
| 6.                  | «Fallen Empires»                       | 5:20         |
| 7.                  | «Berlin»                               | 2:05         |
| 8.                  | «Life-ning»                            | 3:53         |
| 9.                  | «New York»                             | 4:01         |
| 10.                 | «In the End»                           | 4:00         |
| 11.                 | «Those Distant Bells»                  | 3:17         |
| 12.                 | «The Symphony»                         | 6:07         |
| 13.                 | «The President»                        | 4:35         |
| 14.                 | «Broken Bottles Form A Star (Prelude)» | 1:30         |
| Общая длительность: | Общая длительность:                    | 57:17        |